# Owiesno
Owiesno (niem. Habendorf, do XIX w. także Owesno) – wieś w Polsce, położona w województwie dolnośląskim, w powiecie dzierżoniowskim, w gminie Dzierżoniów, między wzgórzami Bielawskimi a Niemczańskimi.
W latach 1945–1954 siedziba gminy Owiesno. W latach 1975–1998 wieś administracyjnie należała do województwa wałbrzyskiego.
| SIMC    | Nazwa    | Rodzaj         |
| ------- | -------- | -------------- |
| 0852298 | Kietlice | przysiółek wsi |

## Historia
Owiesno wzmiankowane było po raz pierwszy w kronikach już w roku 1260 (Ovesonovo). Istniał tam wówczas gród obronny. W średniowieczu wieś należała do dóbr starego śląskiego rodu Pogorzelów (von Pogarell), który wzniósł tu swoją siedzibę. Po roku 1579 dobra kilkakrotnie zmieniały właścicieli, by ostatecznie znaleźć się w roku 1797 w rękach rodziny von Seidlitz (do roku 1945). Wieś dzieliła losy całego Dolnego Śląska, przechodząc w roku 1526 pod władzę Habsburgów, a od roku 1742 wchodząc w skład Prus. Po zajęciu przez wojska radzieckie w maju 1945 została przekazana Polsce, a niemieccy mieszkańcy zostali wysiedleni w nowe granice Niemiec.

## Zabytki
Do wojewódzkiego rejestru zabytków wpisane są obiekty:

### Zespół zamkowy
Na początku XIV wieku w okolicy opuszczonego grodu obronnego zbudowano zamek rycerski rodu Pogorzelów (von Pogarell). Budowlę wzniesiono na planie zbliżonym do koła o średnicy 30 m. Zamek posiadał okrągły dziedziniec i kwadratową wieżę, a całość była otoczona kamiennym murem i fosą. Zamek pełnił rolę siedziby rodu aż do roku 1797, kiedy to miejscowe dobra przeszły na własność rodziny von Seidlitz. Zamek w pierwszej połowie XVII i XVIII wieku został przebudowany na barokową rezydencję. Podwyższono wówczas mury, a wieża została powiększona o ośmioboczną nadbudówkę. Przebudowy te, a także kolejna, przeprowadzona w drugiej połowie XIX wieku, istotnie zmieniły wygląd budowli, zachowując jednak jej pierwotny, obronny układ. Zamek był zamieszkiwany przez von Seidlitzów do II wojny światowej. Odebrany w roku 1945 przez polską komunistyczną administrację, podzielił powojenne losy wielu innych rezydencji dolnośląskiej szlachty. Unikalna w swojej formie budowla, która w dobrym stanie przetrwała lata wojny, od lat 50. XX wieku pozbawiona została elementarnej opieki i w szybkim tempie zaczęła przeistaczać się w ruinę. W roku 1964 zawaliła się wieża. Z dawnego zamku obejmującego cylindryczną wieżę i kamienne mury obwodowe pozostały do dziś jedynie fragmenty ścian z barokowym portalem, nad którym znajduje się medalion z męską i damską głową oraz napisem "Nec Vita Nec Mors Separabit" (Ani życie, ani śmierć nie rozdzieli).
Na pozostałości zespołu rezydencjonalnego składają się dziś:
- zamek w ruinie z pierwszej ćwierci XVII w., przebudowany w XVIII i XIX w.
  - oficyna obok zamku z 1749 r. - XVIII w., przebudowana w 1880 r.
  - brama wjazdowa z rzeźbami (uszkodzona), z 1740 r.
  - park pałacowy (pozostałości) z pierwszej poł. XVIII w.
- dom ogrodnika i brama z XIX w.
- altana nad wodą
- kamienna studnia – przewieziona w latach 80. XX w. do Lewina Kłodzkiego.
- założenie folwarczne z obszerny dziedzińcem i budynkami gospodarczymi (opuszczone).

Na budynku obok zamku kartusze z herbami szlacheckimi von: Heide i von Kittlitz.
Aktualnie ruiny zamku znajdują się pod opieką Fundacji "Zamek Chudów", która oczyściła zamkową fosę oraz odgruzowała i uporządkowała obiekt. W roku 2009 przeprowadzono pierwsze prace zabezpieczające, które objęły wieżę, na lewo od głównego wejścia.

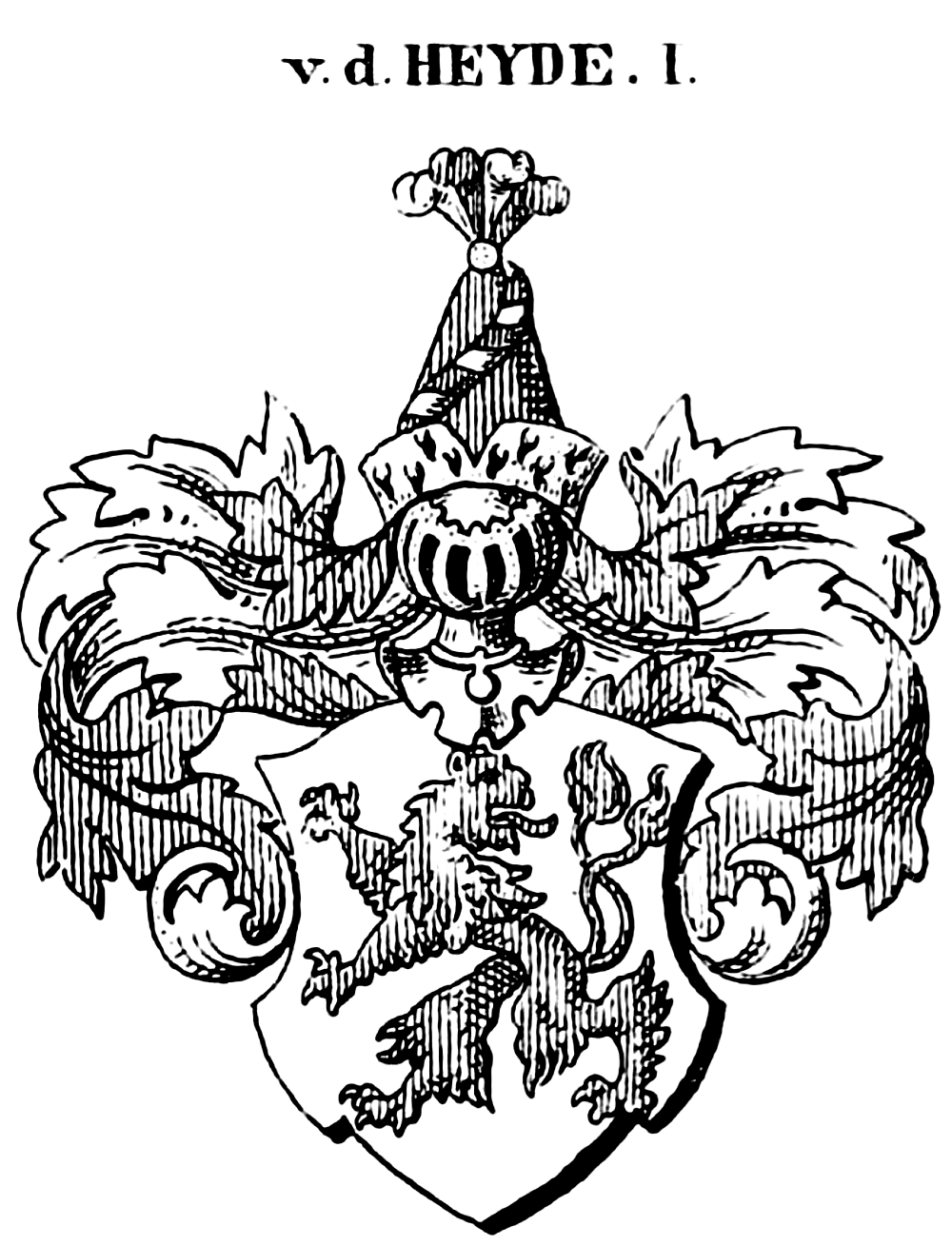
Herb von Heyde
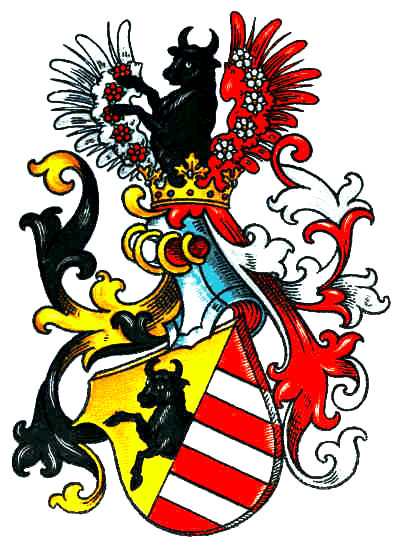
Herb von Kittlitz
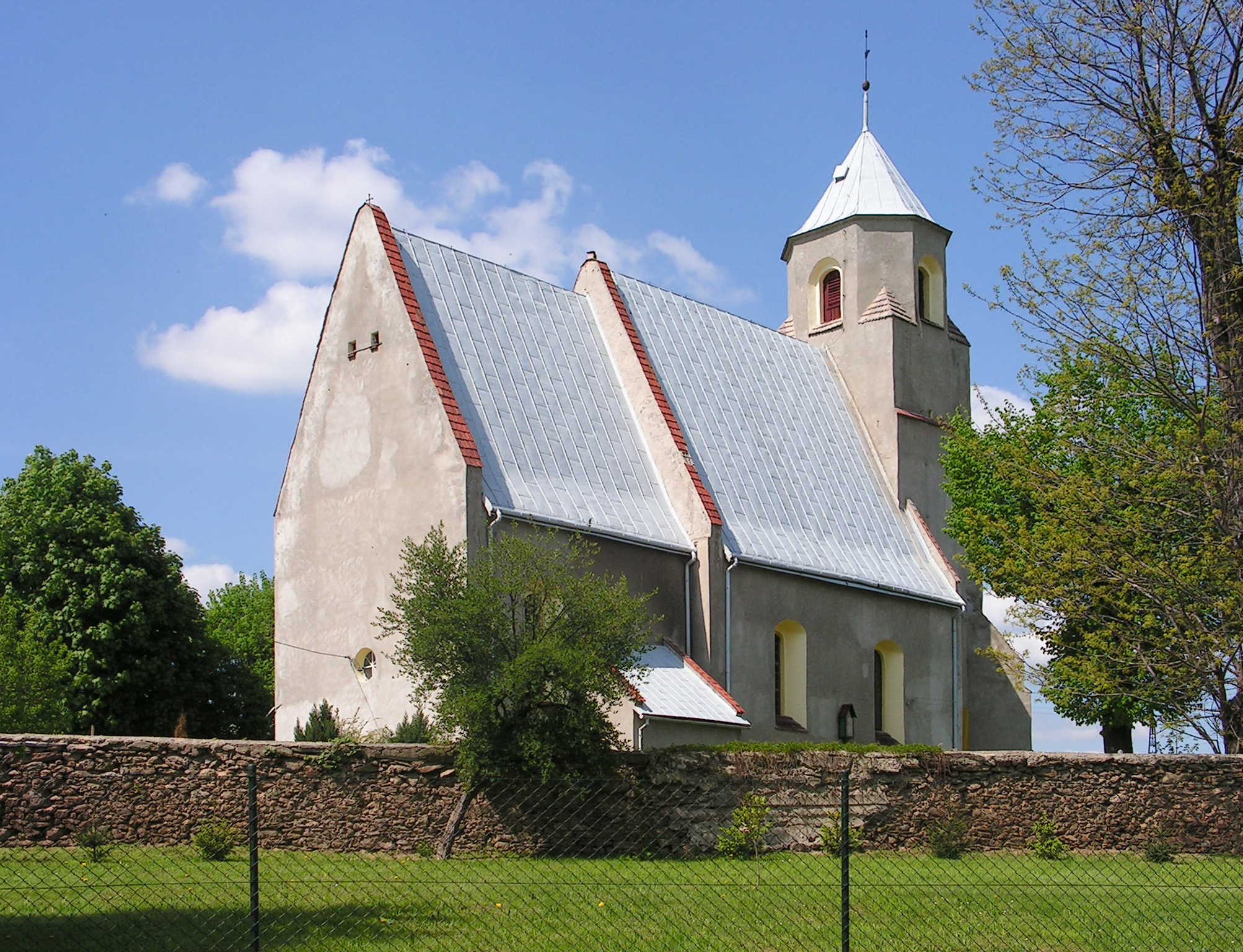
Kościół pw. św. Trójcy

### Kościół
Kościół filialny pod wezwaniem Św. Trójcy z lat 1581-83, przebudowany w XVIII w. restaurowany w XIX w. Jest to kościół orientowany, murowany z kamienia, jednonawowy, z wieżą od zachodu, z prezbiterium zakończonym ścianą prostą i nakryty dwuprzęsłowym sklepieniem krzyżowo-żebrowym. We wnętrzu zachowane barokowe wyposażenie z początków XVIII w., renesansowe epitafium z 1592 r. oraz szereg płyt nagrobnych z XVI i XVII w.

## Osoby z Owiesna
- biskup wrocławski Przecław z Pogorzeli.

## Szlaki turystyczne
droga Szklary-Samborowice – Jagielno – Przeworno – Gromnik – Biały Kościół – Nieszkowice – Żelowice – Ostra Góra – Niemcza – Tatarski Okop – Gilów – Marianówek – Piława Dolna – Owiesno – Myśliszów – Góra Parkowa – Bielawa – Kalenica – Nowa Ruda – Tłumaczów – Radków – Pasterka – Karłów – Skalne Grzyby – Batorów – Duszniki-Zdrój – Szczytna – Zamek Leśna – Polanica-Zdrój – Bystrzyca Kłodzka – Igliczna – Międzygórze – Przełęcz Puchacza